# Полюдина, Виктория Геннадьевна
Викто́рия Генна́дьевна Полю́дина (род. 29 июня 1989, Пржевальск) — киргизская легкоатлетка, специалистка по бегу на средние и длинные дистанции, марафону. Выступает за сборную Кыргызстана по лёгкой атлетике с 2009 года, двукратная чемпионка Азии в помещении, победительница и призёрка ряда крупных международных стартов на шоссе, действующая рекордсменка Кыргызстана в беге на 1500 и 3000 метров в помещении, участница летних Олимпийских игр в Рио-де-Жанейро.

## Биография
Виктория Полюдина родилась 29 июня 1989 года в городе Пржевальске Иссык-Кульской области Киргизской ССР.
В детстве увлекалась танцами и скалолазанием, в бег перешла в возрасте 12 лет. Занималась лёгкой атлетикой под руководством заслуженных тренеров Кыргызстана Виктора Фёдоровича Борисова и Татьяны Викторовны Борисовой. Окончила Кыргызский государственный технический университет.
Впервые завила о себе на международном уровне в сезоне 2008 года, когда вошла в состав киргизской национальной сборной и побывала на юниорском азиатском первенстве в Джакарте, откуда привезла награды бронзового достоинства, выигранные в беге на 1500 и 3000 метров. Также в этом сезоне отметилась выступлением на юниорском мировом первенстве в Быдгоще.
В 2009 году бежала марафон на чемпионате мира в Берлине, но сошла с дистанции. Стартовала на чемпионате Азии в Гуанчжоу, где в дисциплинах 5000 и 10 000 метров финишировала пятой и шестой соответственно.
В 2010 году одержала победу в беге на 1500 и 3000 метров на чемпионате Азии в помещении в Тегеране, выступила на чемпионате мира в помещении в Дохе, стала шестой на дистанциях 5000 и 10 000 метров на Азиатских играх в Гуанчжоу.
На чемпионате мира 2011 года в Тэгу бежала 5000 метров, но не смогла преодолеть предварительный квалификационный этап.
В 2013 году на чемпионате Азии в Пуне заняла 12-е место в беге на 5000 и 10 000 метров.
В 2014 году на чемпионате Азии в помещении в Ханчжоу выиграла бронзовую медаль в дисциплине 1500 метров, тогда как на 3000 метрах стала шестой. На Азиатских играх в Инчхоне заняла 11-е место в беге на 1500 метров, но получила здесь серьёзную травму стопы, из-за которой вынуждена была сделать длительный перерыв в своей спортивной карьере.
В мае 2016 года с результатом 2:40:36 закрыла десятку сильнейших Пражского марафона и тем самым выполнила квалификационный норматив (2:45:00) для участия в летних Олимпийских играх в Рио-де-Жанейро. На Играх в программе марафона показала на финише результат 2:41:37, расположившись в итоговом протоколе соревнований на 62-й строке.
После Олимпиады в Рио Полюдина осталась действующей спортсменкой и продолжила принимать участие в крупнейших международных стартах. Так, в 2017 году она с личным рекордом 1:13:19 выиграла полумарафон в Душанбе, стала шестой в беге на 10 000 метров на Играх исламской солидарности в Баку, заняла 42-е место в марафоне на чемпионате мира в Лондоне (2:40:28), выиграла Астанинский международный марафон (2:37:45), была второй на домашнем полумарафоне в Бишкеке (1:15:31), с личным рекордом победила на марафоне в Шэньчжэне (2:33:25).
В 2018 году заняла 12-е место в зачёте марафона на Азиатских играх в Джакарте.
За выдающиеся спортивные достижения удостоена почётного звания «Мастер спорта Кыргызской Республики международного класса».